# Itacoatiara
Itacoatiara es un municipio de Brasil situado en el estado de Amazonas. Con una población de 100.890 habitantes se ubica como la tercera mayor ciudad del estado. Está situada a 265 km de Manaos y posee un área de 8.600 km².